# Rivière Wessonneau du Milieu
Pour les articles homonymes, voir Wessonneau et Rivière du Milieu.
La rivière Wessonneau du Milieu est un affluent de la rivière Wessonneau Nord, dans la ville de La Tuque, dans la région de la Mauricie, dans la province de Québec, au Canada.
Depuis le milieu du XIXe siècle, la foresterie a été la principale activité économique de ce secteur. Au XXe siècle, les activités récréo-touristiques ont été mis en valeur, car le territoire a été intégré à la zec Wessonneau. Quelques routes forestières desservent cette vallée pour les besoins de la sylviculture et des activités récréotouristiques.
La surface de l'eau est normalement gelée de début décembre à fin mars; néanmoins, la circulation sécuritaire sur la glace se fait habituellement de la mi-décembre à la mi-mars.

## Géographie
La rivière Wessonneau du Milieu est située à l'ouest de la rivière Saint-Maurice, au sud de la rivière aux Rats et au nord-ouest de la rivière Wessonneau. Les bassins versants voisins de la rivière Wessonneau du Milieu sont:
- au nord: la rivière Wessonneau Nord;
- au sud: ruisseau Dickie et la rivière Livernois.

Dans son parcours la rivière Wessonneau du Milieu traverse plusieurs lacs, notamment: Montréal, Nelson, Thomas (voisin du lac Sauvageau), lac Geoffrion, un petit lac sans nom, lac Ann et Charlemagne.
Parcours depuis la tête (segment de 12,2 km)
Le lac Utikuma (diamètre de 310 m; altitude de 467 m) constitue la tête de la rivière Wessonneau du Milieu. À partir de son embouchure, la rivière coule sur:
- 1,3 km vers le nord-est, où elle recueille un petit ruisseau; et
- 1,2 km vers l'est pour aller se déverser dans le lac Montréal (long de 0,44 km orienté vers le sud-est; altitude de 425 m) que le courant traverse.

La décharge de ce dernier lac descend consécutivement sur 110 m pour aller se déverser vers le sud-est dans le lac Nelson (long de 1,1 km, orienté vers les sud-est; altitude: 424 m) que le courant traverse. Après une autre décharge de 780 m, le courant se déverse par la rive ouest du lac Thomas (long de 1,6 km; altitude de 425 m) et jumelé au lac Sauvageau. La rivière continue sur 1,2 km vers l'est pour se déverse dans le lac Geoffrion (long de 4,4 km et large de 2,0 km; altitude: 423 m) lequel reçoit par:
- une baie du nord-ouest les eaux de cinq lacs dont le lac Oblong (altitude: 424 m);
- le côté sud: la décharge du lac du Sable (altitude: 449 m);
- le côté sud-est: la décharge de trois lacs sans nom; et quatre lacs dont le lac Dempsey (altitude: 446 m).

Parcours en aval du lac Geoffrion (segment de 11,3 km)
La rivière Wessonneau du Milieu continue sa course vers l'est sur:
- 1,0 km vers l'est, jusqu'à un petit lac sans nom (altitude: 401 m), que le courant traverse sur 520 m;
- 460 m vers l'est, jusqu'au lac Ann (altitude: 399 m), que le courant traverse sur 440 m;
- 3,7 km vers le sud-est, jusqu'à la décharge du lac des Fourches (altitude: 375 m);
- 2,0 km vers l'est, jusqu'à un petit ruisseau, venant du nord;
- 1,2 km vers le sud-est, jusqu'à la décharge de trois lacs dont le lac Merède (altitude: 371 m);
- 1,0 km vers le sud-est, jusqu'à la décharge (provenant du sud du lac Gros Élan (altitude: 431 m) lequel draine les eaux (du côté sud) de la décharge de trois lacs dont le lac Baril; la décharge de deux petits lacs du côté sud. L'embouchure du lac du Gros Élan est située à l'extrémité est;
- 150 m vers le sud-est, jusqu'à la décharge d'un petit lac sans nom (altitude: 370 m), venant du nord;
- 1,8 km vers le sud-est, jusqu'au lac Charlemagne que le courant traverse d'ouest en est sur 800 m.

Parcours en aval du lac Charlemagne (segment de 15,6 km)
La rivière continue de descendre sur:
- 1,8 km vers le sud-est, dans un détroit qui constitue un élargissement de la rivière;
- 1,4 km vers l'est, jusqu'à un ruisseau venant du nord;
- 4,55 km (dont 0,95 km vers l'est jusqu'à un tout petit lac; 1,4 km vers le sud-est; et 2,2 km vers le sud jusqu'à la décharge d'un lac sans nom, venant de l'ouest);
- 0,5 km vers le sud, jusqu'à la décharge du ruisseau Dickie;
- 1,3 km vers le sud-est, jusqu'à la décharge de la rivière Wessonneau sud;
- 1,2 km vers l'est; puis la rivière bifurque vers le nord-est;
- 2,4 km vers le nord-est, jusqu'à un petit ruisseau venant de l'ouest;
- 1,2 km vers le nord-est, jusqu'au ruisseau Campbell;
- 1,3 km vers l'est, jusqu'à son embouchure qui se déverse dans la rivière Wessonneau Nord[2].

## Toponymie
Les toponymes lac Wessonneau, rivière Wessonneau, Zec Wessonneau, rivière Wessonneau du Milieu, rivière Wessonneau Nord et rivière Wessonneau sud sont interreliés, ayant la même origine.
Le toponyme rivière Wessonneau du Milieu a été officialisé le 5 décembre 1968 à la Banque des noms de lieux de la Commission de toponymie du Québec.